# Xã Soo, Michigan
Xã Soo (tiếng Anh: Soo Township) là một xã thuộc quận Chippewa, tiểu bang Michigan, Hoa Kỳ. Năm 2010, dân số của xã này là 3.141 người.